# Linköping Arena
Die Linköping Arena ist ein Fußballstadion in der schwedischen Stadt Linköping. Das Stadion ist Heimat des Frauenfußballvereins Linköpings FC.

## Geschichte
Das Stadion befindet sich im Stadtteil Kallerstad im Norden von Linköping. Die Bauarbeiten begannen mit der Grundsteinlegung am 29. August 2011 und waren Anfang 2013 abgeschlossen. Die Arena bietet Platz für 7300 Zuschauer und ist die neue Heimspielstätte des Linköpings FC, der zuvor im Stadion Folkungavallen spielte.
Die Linköping Arena war einer der sieben Spielorte der Fußball-Europameisterschaft der Frauen 2013. Neben drei Vorrundenspielen wurde ein Viertelfinale in Linköping ausgetragen.